# Conspectus
Conspectus è un metodo di valutazione delle raccolte bibliotecarie. La parola Conspectŭs, dal latino, significa breve quadro d'insieme o sommario di un soggetto. Esso è utile per la gestione delle raccolte e per la creazione della carta delle collezioni in quanto consente di valutare in modo sintetico e comparativo il livello di sviluppo raggiunto da una singola biblioteca o da una rete di biblioteche in ambiti disciplinari definiti, attraverso una mappatura delle collezioni esistenti.

## Storia
Il metodo nasce nel 1978 negli Stati Uniti per iniziativa del Research Library Group (RLG), un consorzio di biblioteche di ricerca, che in quel periodo avevano avviato una forte attività di cooperazione e che necessitavano di un metodo unico di valutazione delle collezioni. Esso utilizza la classificazione della Library of Congress e divide l'universo della conoscenza in 25 suddivisioni principali articolate in oltre ottomila soggetti.
Presto Conspectus viene adottato anche in altri paesi e all'inizio degli anni novanta arriva in Italia, prima solo nelle biblioteche specialistiche, per poi affermarsi come metodo di valutazione delle biblioteche pubbliche. Intanto negli Stati Uniti il metodo viene ripreso e rimaneggiato dalla Western Library Network (WLN), nell'ambito di un progetto denominato PNCD (Pacific Northwest Collection Development), con l'intento di renderlo idoneo a descrivere le raccolte di qualsiasi biblioteca, senza limiti di tipologia o dimensione. Ciò ha portato alla creazione di una struttura gerarchica a tre livelli, che può essere usata in ugual misura da biblioteche che utilizzino la classificazione decimale Dewey o la classificazione della Library of Congress. Infatti il Conspectus WLN fornisce dei fogli di lavoro che mettono in relazione la struttura Conspectus con gli schemi di classificazione sia Dewey che LC. La segmentazione prevede 24 classi suddivise in 500 categorie, a loro volta articolate in 24 descrittori di soggetto. Nel 1997 la WLN pubblica un manuale tradotto in italiano a cura dell'AIB nel 2008. Da allora molte biblioteche pubbliche e sistemi bibliotecari hanno modellato la propria segmentazione sul Conspectus, aumentando o diminuendo gli ambiti disciplinari, aggiungendo o togliendo sezioni.
Quindi attualmente sono in uso due modelli Conspectus simili: Conspectus RLG e Conspectus WLN. Entrambi sono supportati dal software Conspectus WLN, un database utile per creare e conservare la valutazione delle collezioni,  che può essere caricato sul pc locale della biblioteca che sta attuando la valutazione.

## Struttura
La struttura Conspectus è organizzata in ordine gerarchico, dalle divisioni più ampie a quelle molto specifiche. Ogni livello è una partizione più dettagliata di una divisione.
I tre livelli della valutazione nell'ordine gerarchico del Conspectus WLN sono:
- Divisioni: Il primo e più ampio livello. Ci sono 24 divisioni che sono identificate come ampie discipline della conoscenza, non legate a nessuno schema specifico di classificazione;
- Categorie: Il secondo livello identifica gli argomenti all'interno delle divisioni. Sono presenti circa 500 categorie correlate con numeri di classificazione che dipendono dall'uso dei fogli di lavoro LC o Dewey;
- Soggetti: Il terzo livello fornisce soggetti dettagliati all'interno delle categorie. Si contano approssimativamente 400 soggetti.

I codici Conspectus WLN cominciano con il prefisso per la divisione, che indica se sono forniti numeri di classificazione LC o Dewey.

## Divisioni del Conspectus WLN
I fogli di lavoro LC e Dewey sono ripartiti in 24 divisioni:
| Divisione                         | Prefisso LC | Dewey |
| --------------------------------- | ----------- | ----- |
| Agricoltura                       | AGR         | AGD   |
| Antropologia                      | ANT         | AND   |
| Arte & Architettura               | ART         | ARD   |
| Scienze biologiche                | BIO         | BID   |
| Lavoro & economia                 | ECO         | BUD   |
| Chimica                           | CHE         | CHD   |
| Informatica                       | COM         | CSD   |
| Educazione                        | EDU         | EDD   |
| Ingegneria e tecnologia           | TEC         | END   |
| Geografia e scienze della terra   | GEO         | GED   |
| Storia & scienze ausiliarie       | HIS         | HID   |
| Lingua, Linguistica e letteratura | LLL         | LAD   |
| Diritto                           | LAW         | LAD   |
| Biblioteconomia                   | LIS         | DLS   |
| Matematica                        | MAT         | MAD   |
| Medicina                          | MED         | DME   |
| Musica                            | MUS         | MUD   |
| Arti dello spettacolo             | PER         | PED   |
| Filosofia e religione             | PAR         | PHD   |
| Educazione fisica & svago         | PHR         | DPH   |
| Scienze fisiche                   | PHY         | PUD   |
| Scienze politiche                 | POL         | POD   |
| Psicologia                        | PSY         | PSD   |
| Sociologia                        | SOC         | SOD   |

### Indicatori di consistenza della collezione
Gli indicatori di consistenza sono valori numerici che vengono usati per descrivere i livelli e gli obiettivi delle attività di una biblioteca relative alla collezione. Sulla base dell'insieme delle pubblicazioni disponibili si determinano i livelli di copertura delle collezioni già possedute e che una biblioteca intende garantire per il futuro:
- il livello 0 fuori ambito viene assegnato quando l'argomento è fuori dagli ambiti di interesse della biblioteca, che quindi non acquista materiale di quel settore;
- il livello 1 minimale indica la presenza di pochi testi di base;
- il livello 2 documentazione di base corrisponde alla disponibilità di materiale di orientamento sufficiente a introdurre alla conoscenza di un argomento;
- il livello 3 di supporto all'istruzione è assegnato quando la raccolta è sufficiente per un sostegno all'istruzione universitaria e superiore;
- il livello 4 di ricerca corrisponde alla presenza di fonti utili a condurre una ricerca nel campo;
- il livello 5 onnicomprensivo viene assegnato quando una biblioteca acquista tutto il materiale disponibile su quell'argomento, puntando a creare una raccolta esaustiva.

Gli indicatori di consistenza sono usati per caratterizzare tre aspetti della gestione di una collezione: il livello corrente (CL); l'impegno di acquisto (AC); l'obiettivo della collezione (GL).

### Indicatori di copertura linguistica
Accanto a questa classificazione, che indica la consistenza, è prevista un'altra codifica relativa alla copertura linguistica. Nel Conspectus RLG i codici linguistici sono:
- il codice E indica la presenza predominante di materiale in lingua inglese;
- il codice F indica che accanto al materiale in lingua inglese si affianca una scelta di materiale in altre lingue;
- il codice W corrisponde alla presenza di materiale in tutte le lingue;
- il codice Y indica il predominare di una lingua straniera rispetto all'inglese.

Questi indicatori linguistici sono stati riveduti in modo da poter essere usati in molti paesi e culture. I codici linguistici WLN sono:
- P viene usato quando predomina la lingua principale del paese e vi è poco o nessun materiale in altre lingue;
- S è scelto se è presente materiale selezionato in un'altra lingua in aggiunta a quella predominante;
- W indica che è rappresentata una vasta selezione di lingue;
- X è usato quando il materiale è per lo più in una lingua diversa da quella principale della biblioteca o del paese.

In caso di paesi bilingue viene utilizzato un codice addizionale:
- D: Duplice lingua o due lingue principali predominanti.

È possibile inoltre segnalare alcune particolarità della raccolta, area per area, nel campo delle note.

### Indicatori di tutela
Gli indicatori di tutela stabiliscono in che modo si predispone la cura e la conservazione dei materiali.
Essi sono:
- Livello 0 fuori ambito quando non è previsto nessun trattamento di tutela;
- Livello 1 usura normale quando il materiale è trattenuto finché utile;
- Livello 2 tutela fisica quando viene predisposta qualche pulitura e riparazione se utile;
- Livello 3 tutela del contenuto quando viene tutelato il patrimonio intellettuale trasformando il materiale in un formato più stabile e mantenendo delle adeguate condizioni ambientali;
- Livello 4 conservazione per la ricerca quando le risorse sono tutelate usando metodi di restauro e di riparazione;
- Livello 5 archiviazione e tutela totale quando viene praticato il restauro e la prevenzione del danneggiamento per documenti con un alto valore informativo o monetario.

### Livelli degli obiettivi e delle attività
I livelli di obiettivi e attività sono i quattro aspetti che vengono usati per creare il profilo della collezione. Ad ognuno di questi quattro livelli viene assegnato un valore numerico per ogni linea del Conspectus valutata. I livelli sono:
- Collezione corrente CL che descrive la forza dell'intera collezione di una biblioteca rispetto a tutta la letteratura pubblicata su una determinata area di soggetto;
- Impegno di Acquisizione AC che designa il tasso di crescita della collezione;
- Obiettivo della collezione GL che indica il bisogno corrente della collezione raccomandato dalla Carta delle collezioni;
- Impegno di tutela PC che riflette il livello di impegno di una biblioteca nella conservazione del contenuto intellettuale del materiale.